# Боллате
Боллате (італ. Bollate) — муніципалітет в Італії, у регіоні Ломбардія, метрополійне місто Мілан.
Боллате розташоване на відстані близько 490 км на північний захід від Рима, 12 км на північний захід від Мілана.
Населення — 35 467 осіб (2012).
Щорічний фестиваль відбувається 11 листопада. Покровитель — святий Мартин.

## Демографія
Населення за роками:

Станом на 1 січня 2023 року в муніципалітеті офіційно проживали 2834 іноземці з 87 країн, серед них 593 громадяни країн Євросоюзу та 194 громадяни України.

## Уродженці
- Марко Сінігалья (*1968) — італійський футболіст, .

## Сусідні муніципалітети
- Арезе
- Баранцате
- Кормано
- Гарбаньяте-Міланезе
- Мілан
- Новате-Міланезе
- Падерно-Дуньяно
- Сенаго